# 속사포

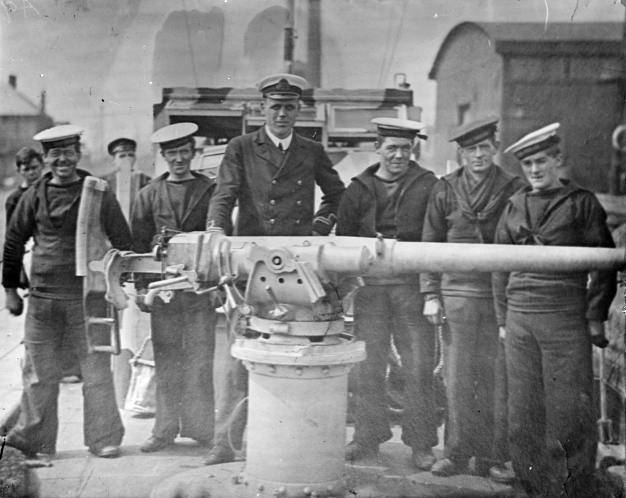
1915년

속사포는 대포의 일종으로, 빠른 속도로 탄알을 장전하여 발사할 수 있는 것이 특징이다. 속사포는 1880년대에서 1890년대에 전 세계에 도입되었으며 육지와 바다 두 지역에서 전쟁에 큰 임팩트를 주었다.